# Astragalus gregorii
Astragalus gregorii är en ärtväxtart som beskrevs av Boris Fedtjenko och Nina Alexandrovna Basilevskaja. Astragalus gregorii ingår i släktet vedlar, och familjen ärtväxter. Inga underarter finns listade i Catalogue of Life.